# Джорджетти, Джанкарло
Джанкарло Джорджетти (итал. Giancarlo Giorgetti; род. 16 декабря 1966, Каццаго-Браббия, Ломбардия) — итальянский политик, член Лиги Севера. Секретарь аппарата правительства Италии (2018—2019). Министр экономического развития (2021—2022), министр экономики и финансов (с 2022).

## Биография
Родился в рыбацкой деревушке Каццаго-Браббиа, сын работницы и рыбака. С отличием окончил университет Боккони. Был избран по беспартийному гражданскому списку мэром на своей малой родине.
Впервые избран в Палату депутатов Италии в 1996 году. Лидер фракции Лиги в Палате, заместитель федерального секретаря партии. Член партии с ранних этапов её существования, один из основных экономических советников Сальвини.
С 12 по 21 июня 2001 года занимал должность младшего статс-секретаря Министерства инфраструктуры и транспорта во втором правительстве Берлускони.
В рамках расследования дела о связях Лиги Севера с президентом и гендиректором компании Finmeccanica Джузеппе Орси генеральный директор компании Ansaldo Energia Лучано Дзампини назвал Джорджетти в числе лиц (в частности, Роберто Марони и Роберто Кальдероли), участвовавших в совещании, следствием которого стало назначение Орси.
1 июня 2018 года вступил в должность секретаря аппарата правительства Конте.
В ведение Джорджетти были переданы Межведомственный комитет экономического планирования, вопросы развития спорта, Управление программы правительства и Итальянское космическое агентство.
4 сентября 2019 года Джузеппе Конте сформировал своё второе правительство, в котором секретарём аппарата правительства стал Риккардо Фраккаро, а Джорджетти не получил никакого назначения. 5 сентября новый кабинет принёс присягу и приступил к исполнению своих полномочий.
13 февраля 2021 года принесло присягу правительство Драги, в котором Дорджетти получил портфель министра экономического развития.
22 октября 2022 года при формировании правительства Мелони Джорджетти был назначен министром экономики и финансов.